# Seznam biskupů diecéze superiorské
Seznam biskupů diecéze superiorské od jejího založení v roce 1905 až po dnešek.

## Diecézní biskupové
1. Augustine Francis Schinner (1905–1913, poté biskup diecéze Spokane)
2. Joseph Maria Koudelka (1913–1921, předtím pomocný biskup arcidiecéze Milwaukee, českoněmecký původ)
3. Joseph G. Pinten (1922–1926, poté biskup diecéze Grand Rapids)
4. Theodore M. Reverman (1926–1941)
5. William Patrick O'Connor (1942–1946, poté biskup diecéze Madison)
6. Albert Gregory Meyer (1946–1953, poté arcibiskup arcidiecéze Milwaukee a ještě poté arcibiskup arcidiecéze Chicago a kardinál)
7. Joseph John Annabring (1954–1959)
8. George Albert Hammes (1960–1985)
9. Raphael Michael Fliss (1985–2007, biskup koadjutor od 1979)
10. Peter Forsyth Christensen (2007-2014, poté biskup diecéze Boise v Idaho)
11. James Patrick Powers (od 2016)

## Pomocní biskupové
- Raphael Michael Fliss (biskup koadjutor 1979-1985)